# Saint-Sylvestre (Alta Saboya)
 Saint-Sylvestre  (en francoprovenzal Sant-Savétro) es una población y comuna francesa, en la región de Ródano-Alpes, departamento de Alta Saboya, en el distrito de Annecy y cantón de Alby-sur-Chéran.

## Demografía
| 325 | 315 | 321 | 340 | 378 | 511 |
| Para los censos de 1962 a 1999 la población legal corresponde a la población sin duplicidades (Fuente: INSEE [Consultar]) |     |     |     |     |     |